# Giovanni Giachi

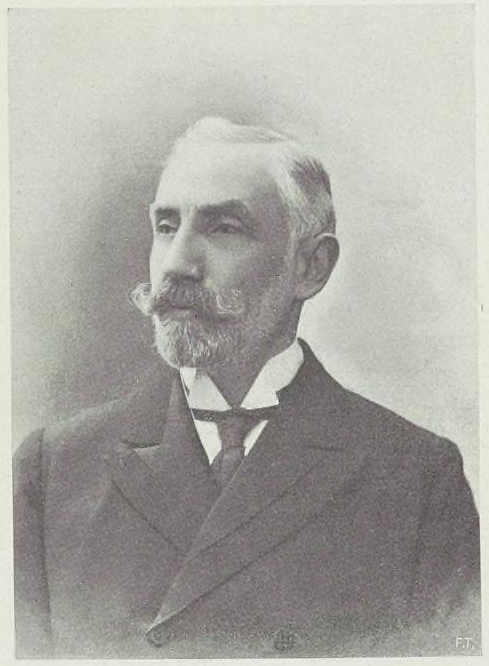
Arch. Giovanni Giachi

Giovanni Giachi (Milano, ... – Milano, ...; fl. XIX-XX secolo) è stato un architetto, ingegnere e politico italiano.

## Biografia
Giachi si laureò in Ingegneria civile al Regio Istituto Tecnico Superiore (in seguito noto come Politecnico di Milano) nel 1874, quando già aveva vinto con Luigi Broggi il concorso triennale di architettura con un progetto commissionato dalla Società Musicale per il Teatro alla Scala. Con Giuseppe Pirovano partecipò alla trasformazione di importanti aree della città di Milano postunitaria. Dal 1884 al 1900 fu consigliere del Comune di Milano, facendo altresì parte della commissione incaricata dell'esame del Piano regolatore di Cesare Beruto.

## Principali opere
- 1880 - Ingrandimento dell'Hotel de Milan, con Francesco Bellorini - Milano
- 1880-81 - Progetto per l’Istituto dei Rachitici in via San Calimero - Milano
- 1885 - Progetto di rifacimento del Teatro dei Filodrammatici - Milano
- 1886 Progetto del Palazzo dei Magazzini Bocconi in piazza del Duomo - Milano
- 1888-95 - Ospedale "Agostino Bassi" - Milano
- 1890 - Palazzi Amman di piazza Castello con Giuseppe Pirovano - Milano
- 1891 - Progetto di trasformazione del Monastero di San Michele in Bosco in Istituto Ortopedico Rizzoli - Bologna
- 1910 - Progetto del Sanatorio Umberto I con Diego Brioschi - Prasomaso (SO)
- 1910 - Progetto del Cinema Palace in corso Vittorio Emanuele II - Milano
- 1911-12 - Palazzo Strozzi, trasformato in sede centrale della Banca Mutua Popolare di Mantova - Mantova
- Villa Rusconi-Clerici - Pallanza
- 1920-21 - Palazzo della Rinascente in piazza del Duomo - Milano